# Кейп-Код (національне узбережжя)
Кейп-Код (англ. Cape Cod National Seashore) — одне з 14 національних узбереж США, розташоване в штаті Массачусетс на однойменному півострові. Узбережжя як і сам півостров адміністративно відноситься до округу  Барнстебел. Узбережжу надано статус національноґо 7 серпня 1961 року.

## Опис
Узбережжя Кейп-Код простягнулось вузькою смугою довжиною у 64 кілометри уздовж океанського берега від міста Провінстаун крізь міста  Труро,  Веллфліт, Істгем,Орлінз до міста Чатгем. 
Площа його становить 176,5 км² . 
На узбережжі розташовані численні (близько 365) невеликі озерця, залишені талими брилами льоду останнього льодовикового періоду , 
Має 6 пляжів для купання , піщані дюни, ліси. 
Також на території знаходяться колишня радіостанція Марконі, колишня військова авіабаза, кілька маяків. З природних об'єктів можна відзначити ератичний валун Доан-Рок.

## Фотогалерея

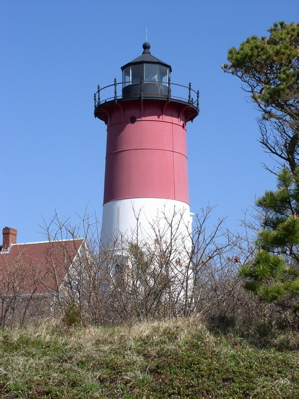
Маяк Наусет
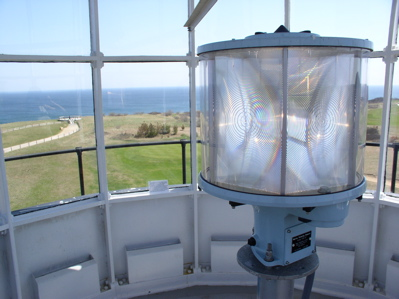
Вигляд з маяку Хайленд
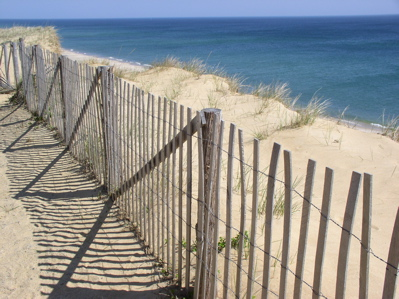
Пляж Марконі
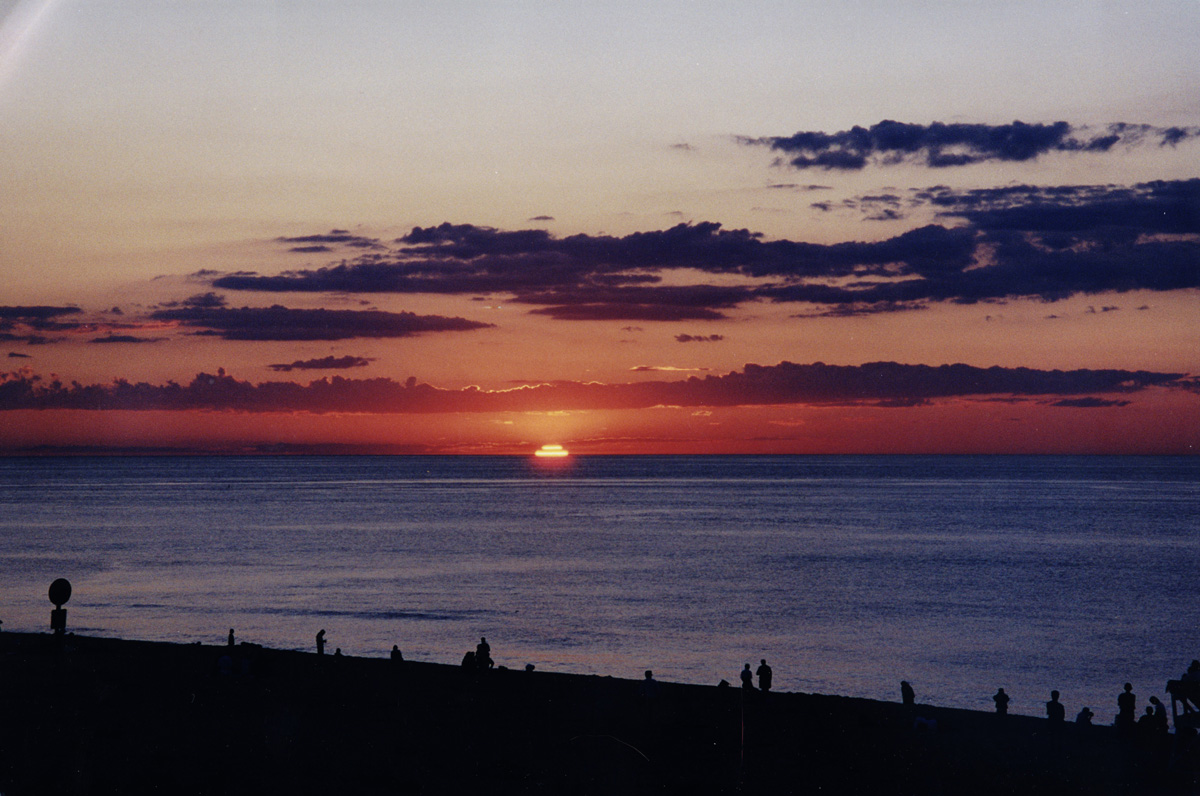
Пляж Райспоінт на заході сонця
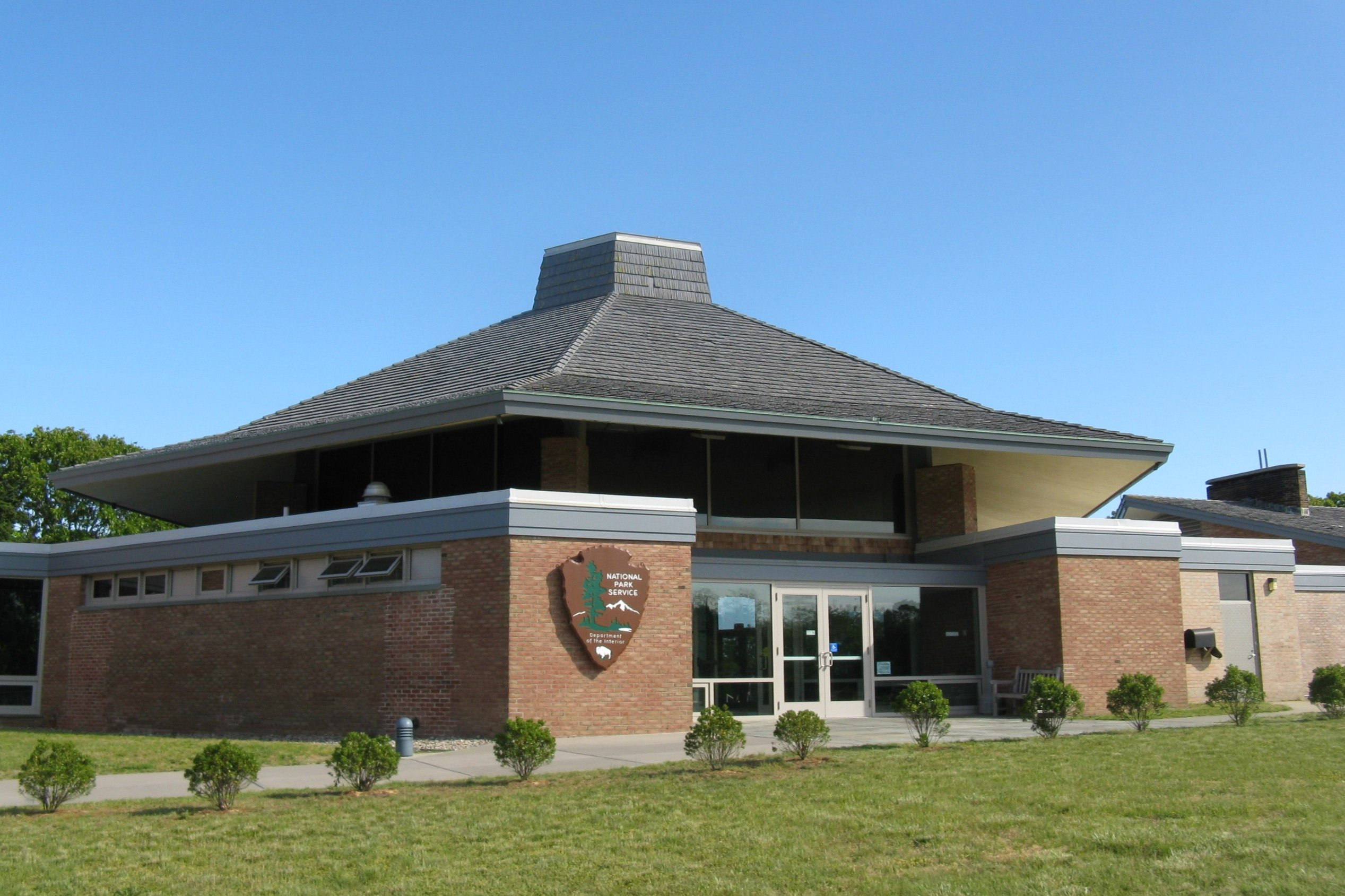
Центр туризму "Салт понд"
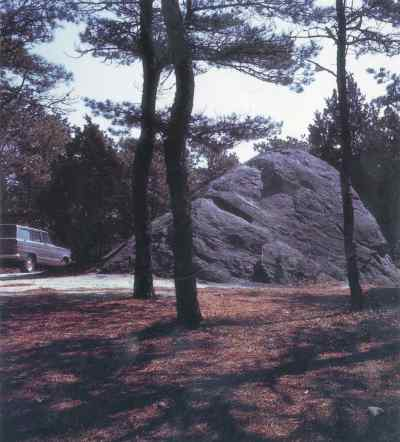
Доан-Рок